# Вінс Гейз
Вінс Гейз (англ. Vince Hayes, квітень 1879 — червень 1964) — англійський футболіст, що грав на позиції захисника. По завершенні ігрової кар'єри — тренер.
Виступав, зокрема, за клуб «Манчестер Юнайтед».

## Ігрова кар'єра
Народився Майлз Плеттінг у Манчестері. Працював котельником. У лютому 1901 року підписав контракт з англійським клубом «Ньютон Хіт» (через рік клуб змінив назву на «Манчестер Юнайтед»). За основний склад клубу дебютував 25 лютого 1902 року в матчі проти «Уолсолла». Його кар'єрі завадив ряд серйозних травм: в 1905 році він зламав обидві ноги, а незабаром після відновлення, знову зламав одну ногу. У травні 1907 року перейшов в клуб «Брентфорд», але через рік повернувся в «Манчестер Юнайтед». У 1909 році виграв Кубок Англії, хоча отримав перелом двох ребер в фінальному матчі. У листопаді 1910 року залишив «Юнайтед», провівши за клуб 128 матчів і забивши 2 голи.
Після цього знову грав у складі «Бредфорд», а також був граючим тренером у клубі «Рочдейл», за команду якого виступав протягом 1913—1919 років.

## Кар'єра тренера
Розпочав тренерську кар'єру 1912 року, очоливши штаб збірної Норвегії. Керував командою на Літніх Олімпійських іграх 1912 року.
У сезоні 1912/13 працював в австрійських командах «Вінер Шпорт-Клуб» і «Ферст Вієнна». В першій частині сезону керував «Шпорт-Клубом», а в другій частині — «Вієнною».
Протягом тренерської кар'єри також очолював команди клубів «Рочдейл» та «Престон Норт-Енд».
Останнім місцем тренерської роботи був клуб «Атлетіко», головним тренером команди якого Вінс Гейз був з 1923 по 1924 рік.
Помер у червні 1964 року на 86-му році життя.

## Титули і досягнення
- Володар кубка Англії: (1)

«Манчестер Юнайтед»: 1909